# 東北テレメッセージ
東北テレメッセージ株式会社（とうほくテレメッセージ、英:Tohoku Telemessage Inc.）は、宮城県仙台市青葉区に本社を置いていた、かつて1980年代後半から1990年代にかけて青森・岩手・宮城・秋田・山形・福島（発足当初は宮城県のみ）をサービスエリアとしてポケットベルなどの事業を行っていた企業。　

## 概要
1986年（資料によっては1987年とするものもある）設立。設立時の大株主には東北電力がいた。
当時はテレメの通称で知られ、1990年代中盤の爆発的なポケベル人気の中でNTTドコモグループと並んで加入者を急増させたが、その後ポケベル人気の中核をなしていた高校生から20代前半の若者らが携帯電話やPHSに急速に移行したことから基地局などの通信設備が過剰となり、その減価償却などに苦しむこととなった。
当初は、東北6県のそれぞれに法人を持っていたが、5社を宮城テレメッセージを存続会社として統合し、東北テレメッセージを発足させ、回復を図った。
平成12年5月31日をもって無線呼出し事業（ポケットベルサービス）を廃止。

## 沿革
- 1986年12月16日 - 宮城テレメッセージ株式会社として設立。
- 1987年
  - 2月23日 - 創立総会および第1回取締役会[2]。
  - 5月22日 - 第一種電気通信事業申請・無線局免許申請[3]。
  - 7月24日 - 第一種電気通信事業許可[4]。
  - 12月21日 - 開業[4][5]。
- 1988年
  - 4月1日 - 福島テレメッセージ、第一種電気通信事業許可[6]。
  - 7月25日 - 福島テレメッセージ、開業[6]。
- 1989年
  - 3月9日 - 岩手テレメッセージ、第一種電気通信事業許可[7]。
  - 4月4日 - 山形テレメッセージ・秋田テレメッセージ・青森テレメッセージ、第一種電気通信事業許可[8]。
  - 7月17日 - 岩手テレメッセージ、開業[7]。
  - 7月20日 - 山形テレメッセージ、開業[8]。
  - 7月26日 - 青森テレメッセージ、開業[8]。
  - 7月28日 - 秋田テレメッセージ、開業[8]。
- 1993年7月1日 - 青森テレメッセージ・秋田テレメッセージ・岩手テレメッセージ・山形テレメッセージ・福島テレメッセージを吸収合併し、東北テレメッセージ株式会社に改称。
- 2000年
  - 2月10日 - 新規加入契約申込の受付を停止。
  - 5月31日 - ポケベル事業をエヌ・ティ・ティ東北移動通信網へ譲渡。
  - 6月21日 - 解散を定時株主総会で決議[9]。

## 通信端末
詳細はテレメッセージ内の通信端末を参照のこと。

## 無線呼び出しに割当たる番号
各県の中の1つのMAのみに無線呼び出しの番号が割り当てられ、たとえば、秋田県(旧・秋田テレメッセージで契約したケースを含む)で契約した場合は、秋田MAの電話番号が割り振られた。他は、以下参照。なお、発信者課金となる020番号は、各県の法人からTTIへ移行してから割当があった番号であり、各県の事業者が存在していたころにはまだサービスがされていなかった。
- 青森県…青森MA（発信者課金は、020-451）
- 秋田県…秋田MA（発信者課金は、020-453）
- 岩手県…盛岡MA（発信者課金は、020-452）
- 宮城県…仙台MA（発信者課金は、020-454）
- 山形県…山形MA（発信者課金は、020-455）
- 福島県…福島MA（発信者課金は、020-456）

TTI発足前の各社の本社がすべて県庁所在地に所在したため、県庁所在地を管轄するMAの番号が割り当てられていた（ドコモ東北は、かつては福島支店が郡山市にあったため、福島県契約では郡山MAとなっていた）。

## イメージキャラクター
- 前田愛
- 鈴木蘭々